# Energideklaration
Energideklaration innebär att en byggnads energianvändning under bruksstadiet kartläggs och dokumenteras. 
I Sverige gäller att enligt svensk lag, baserat på ett EG-direktiv, ska alla byggnader med vissa undantag energideklareras, Lag om energideklaration för byggnader (2006:985).
För byggnader med nyttjanderätt (hyresrätter, bostadsrätter och lokaler som hyrs ut) samt specialbyggnader med en yta på mer än 250 m² ska en energideklaration upprättas senast årsskiftet 2008/2009. För övriga byggnader gäller det from 1 januari 2009.
Energideklartionen ska göras av en certifierad energiexpert. Certifieringen erhålls av SWEDAC. För närvarande[när?] är det totalt fyra företag i Sverige som får certifiera energiexperter.
Syftet med energideklarationerna är att inventera byggnader och dessas energianvändning samt hur och i vilken utsträckning energianvändningen kan effektiviseras. Samtidigt klarläggs i vilken utsträckning byggnadsägarna låtit utföra obligatorisk ventilationskontroll (OVK), och radonmätning – något som i Sverige varierar mycket kraftigt från kommun till kommun.[källa behövs]
Ansvaret för kontrollen av att OVK utförts åvilar i Sverige landets kommuner och nu[när?] vill Boverket således ålägga dem ansvaret för kontroll av den likaledes obligatoriska energideklarationen, i en kampanj som samtidigt syftar till att reda ut hur det förstnämnda tillsynsansvaret fungerat i praktiken.[källa behövs]
Energiexperten skall kontrollera och fastställa referensarean Atemp, kontrollera, ej normalårskorrigera men vid behov tidskorrigera och eventuellt justera energianvändningen för normalt bruk.[källa behövs]
I samband med energideklarationen ska också lämnas förbättringsförslag – förslag på kostnadseffektiva energieffektiviseringsåtgärder. Energiexperten skall, oavsett hur uppdraget prissatts eller ersätts, ägna denna del av arbetet så mycket tid som är motiverat med hänsyn till värdet av möjliga förbättringsförslag. Från och med 2012 måste energiexperten göra en okulär (med hjälp av synen) besiktning på plats. Detta efter att vissa lågpriskonsulter erbjudit en ren skrivbordsprodukt, vilket ej var tanken med en energideklaration när kravet kom till.[källa behövs]
Från och med 2012 har Boverket tagit över tillsynen av energideklarationer, att dessa upprättas, visas och överlämnas där så krävs.

## Kritik
I Riksrevisionens granskning framförs kritik mot hur arbetet med energideklarationerna sköts. Otydliga regler och otillräckliga kontroller har lett till att energideklarationerna håller låg kvalitet, och kvaliteten på de rekommendationer som lämnas är otillräcklig för att det skall ge avsedd effekt. Det anses att Regeringen och Boverket har tagit fram onödigt komplicerade regler och procedurer, och att Swedac har inriktat sina kontroller på att procedurer följs och inte på att innehållet i deklarationerna är korrekt. Fastighetsägarnas utgifter för de undermåliga energideklarationerna beräknas uppgå till ca 700 miljoner kronor per år.[källa behövs]